# Kusmyrtjärnet, Värmland
Kusmyrtjärnet är en sjö i Torsby kommun i Värmland och ingår i Glommas huvudavrinningsområde.